# 尹屯遗址
尹屯遗址，位于山东省德州市齐河县华店乡尹屯村，是中华人民共和国山东省文物保护单位之一。
1992年6月12日，授予山东省文物保护单位，是一座古遗址。